# ヴィジャヤワーダ
ヴィジャヤワーダ（Vijayawada）は、インドのアーンドラ・プラデーシュ州の都市である。人口163万人（2006年）、面積61.8平方キロメートル。

## 名称
ビジャヤワダ、ヴィジャヤワダ、ビジャヤワーダとも表記する。

## 地理
人口は州内3位の規模である。クリシュナ川の土手に沿って位置し、西はIndrakiladriの丘、北はBudemeru川を境とする。
ヴィジャヤワーダはクリシュナ県にあり、州都のハイデラバードより約275kmの距離にある。

## 交通

### 鉄道
当地は東部の大都市コルカタと南部の大都市チェンナイをインド洋沿いに結ぶ重要幹線、および首都デリーからチェンナイまでを南北に結ぶ重要幹線の分岐点に位置する鉄道の要衝である。市のターミナル駅はヴィジャヤワーダ・ジャンクション駅（Vijayawada Junction、国鉄略称BZA）であり、インド有数の利用者数を誇る。略称BZAはかつての都市名ベザワダ（Bezawada）に由来する。チェンナイまでは約430㎞。